# Sphaeranthus
Sphaeranthus är ett släkte av korgblommiga växter. Sphaeranthus ingår i familjen korgblommiga växter.

## Bildgalleri

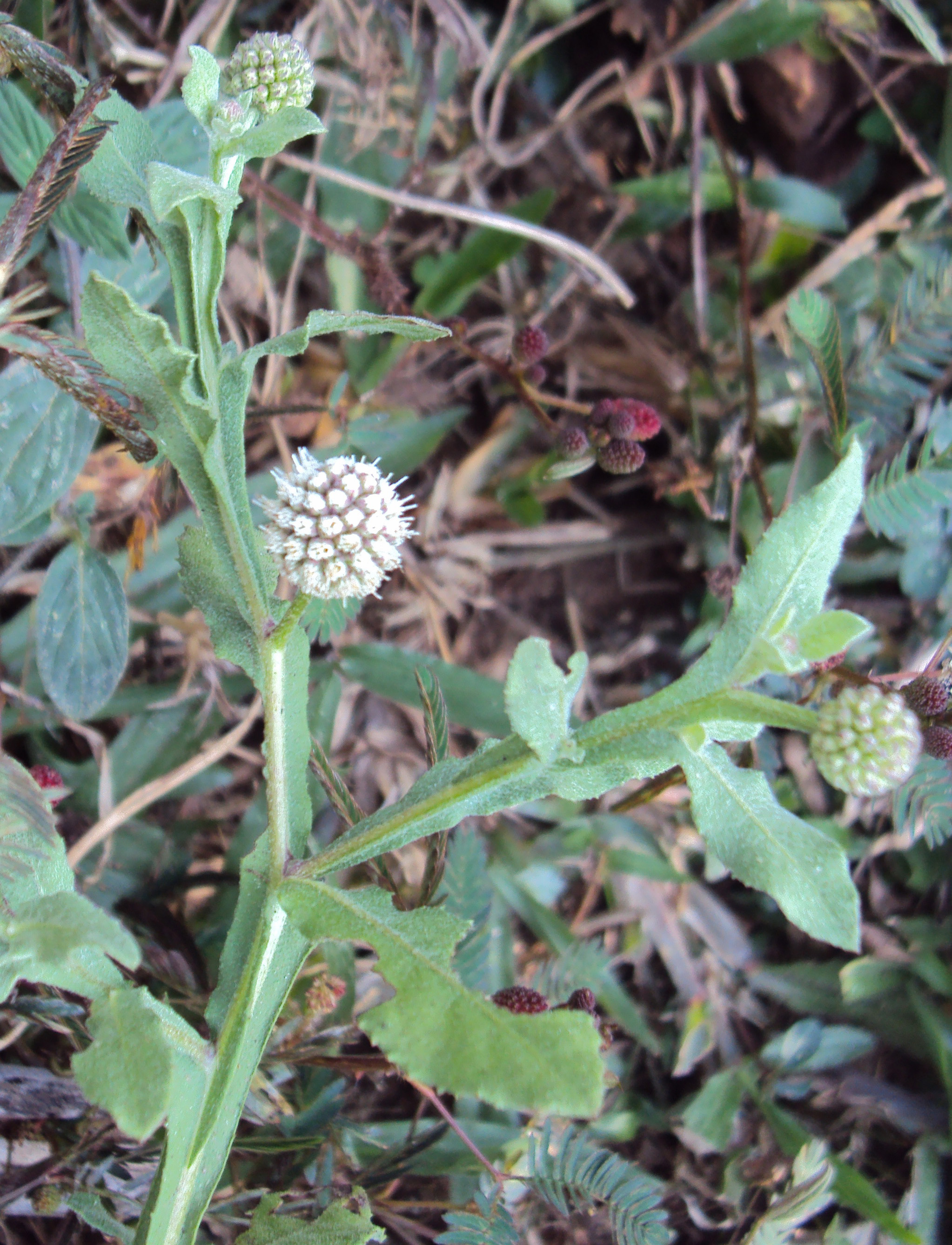
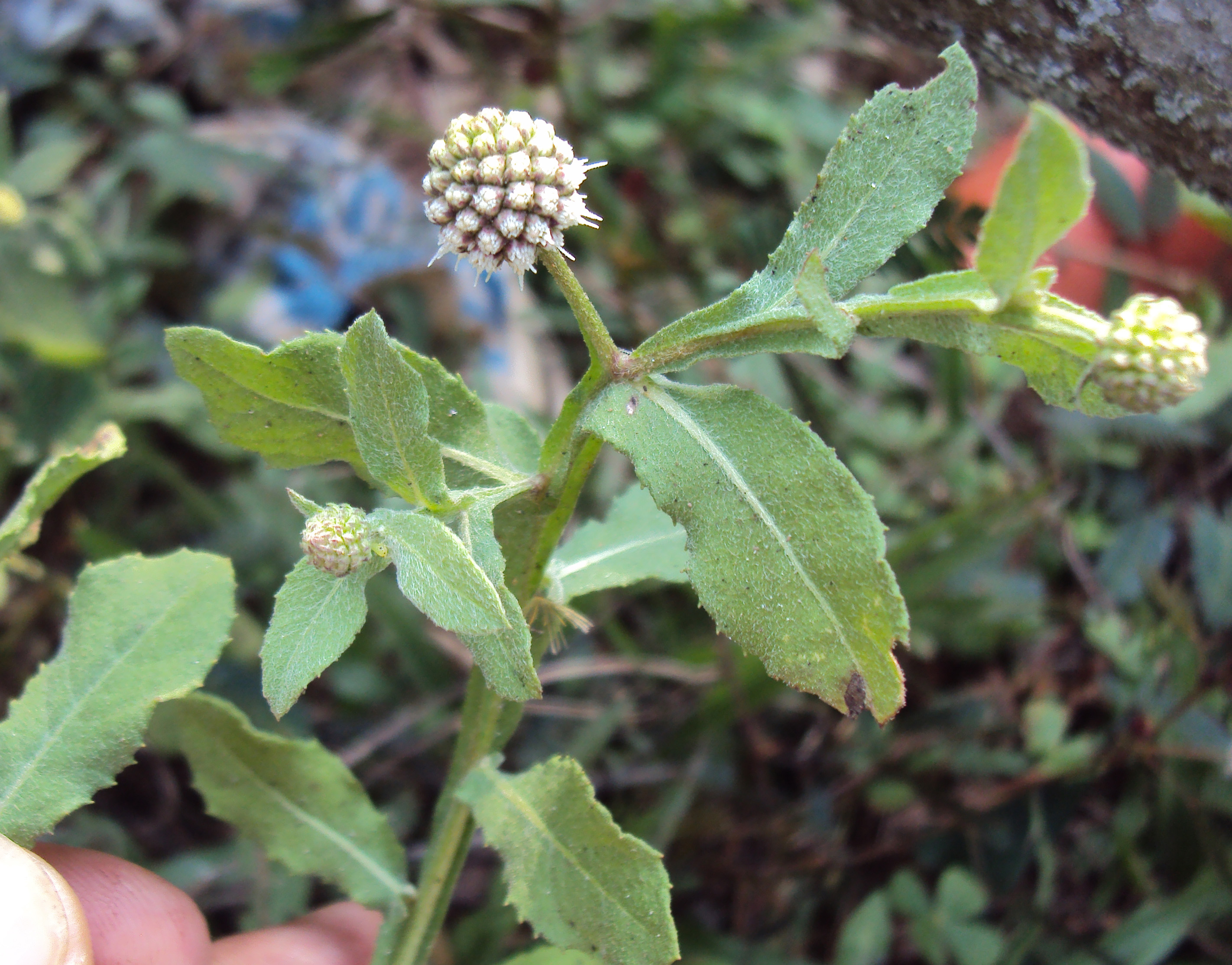
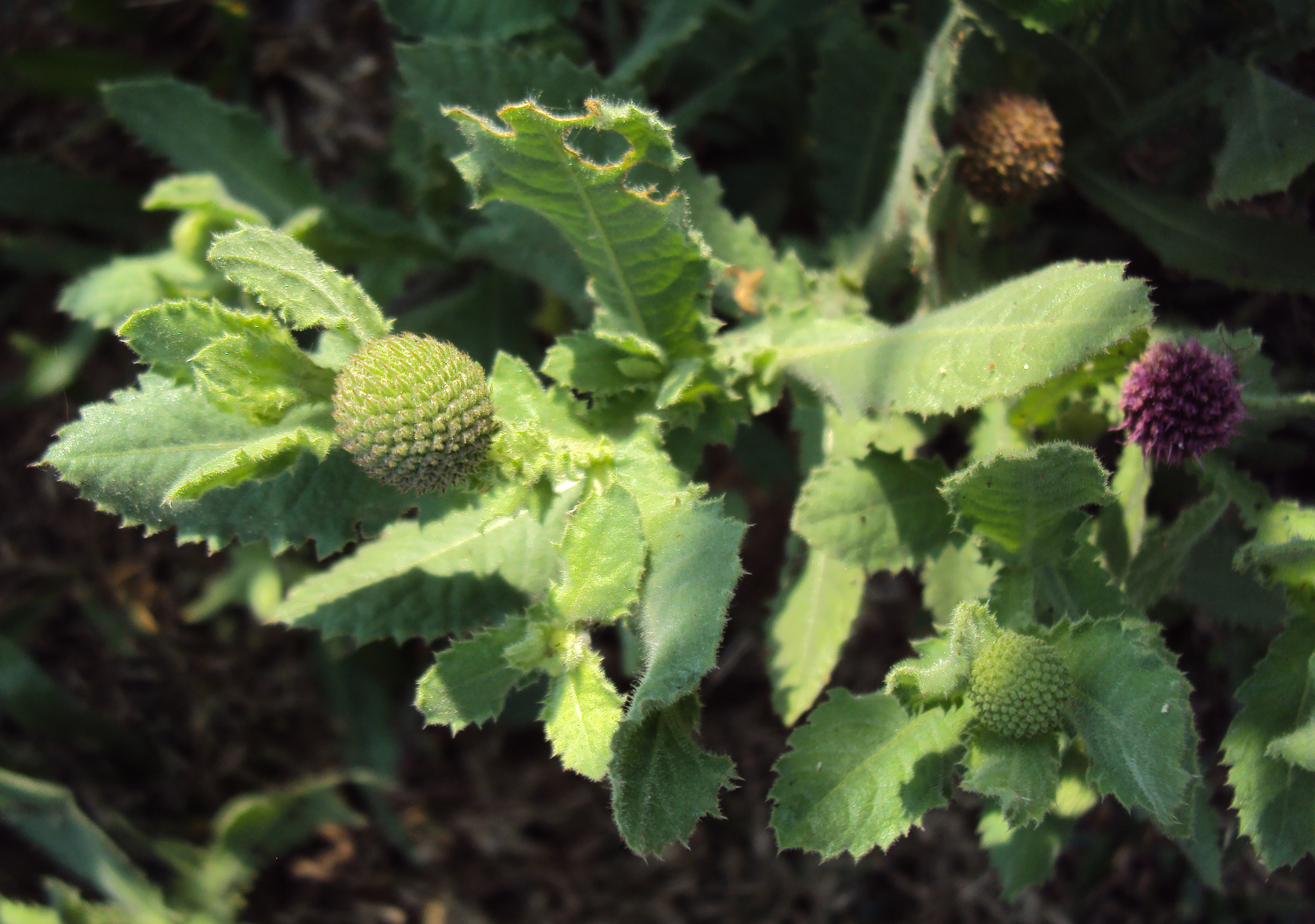
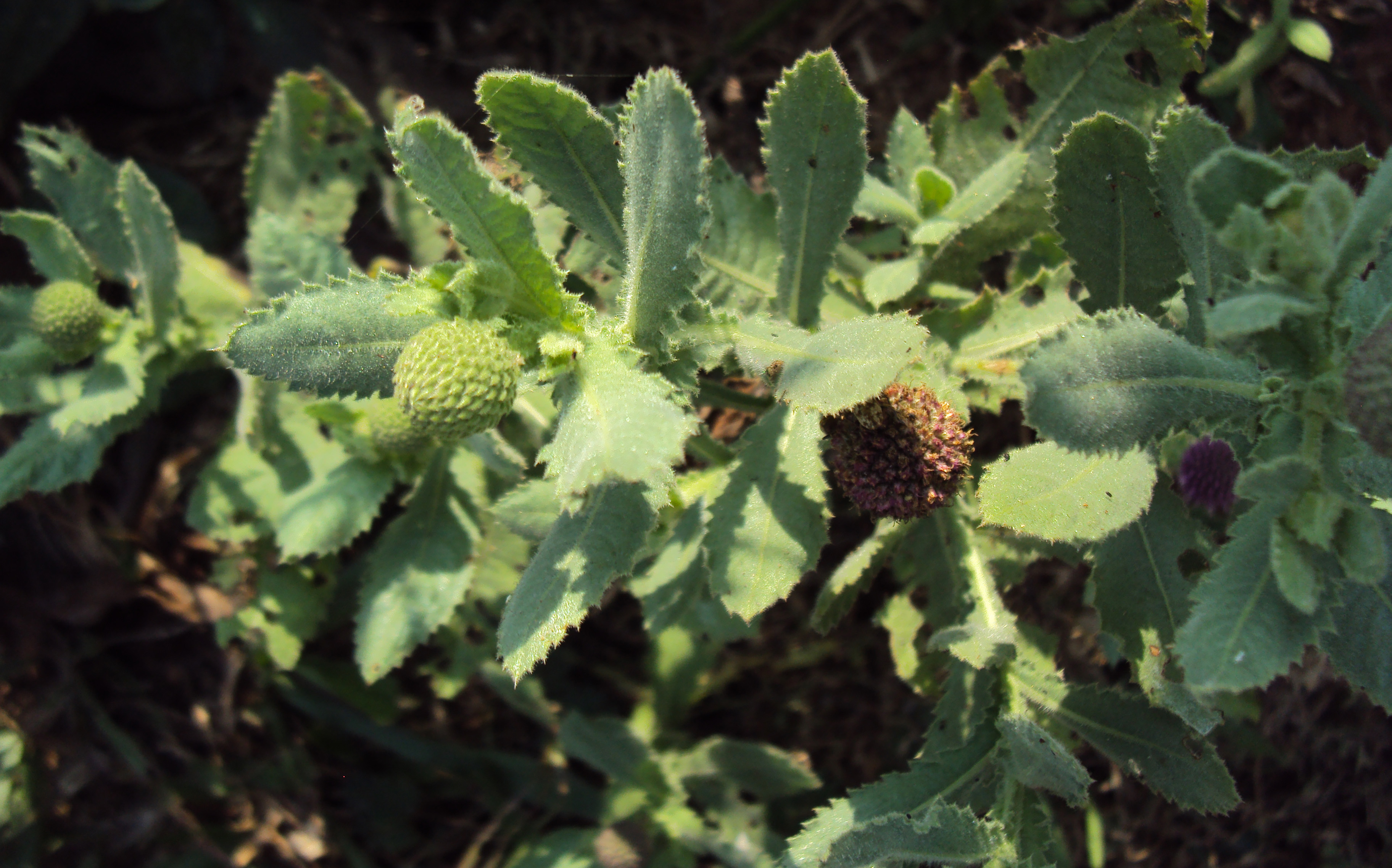
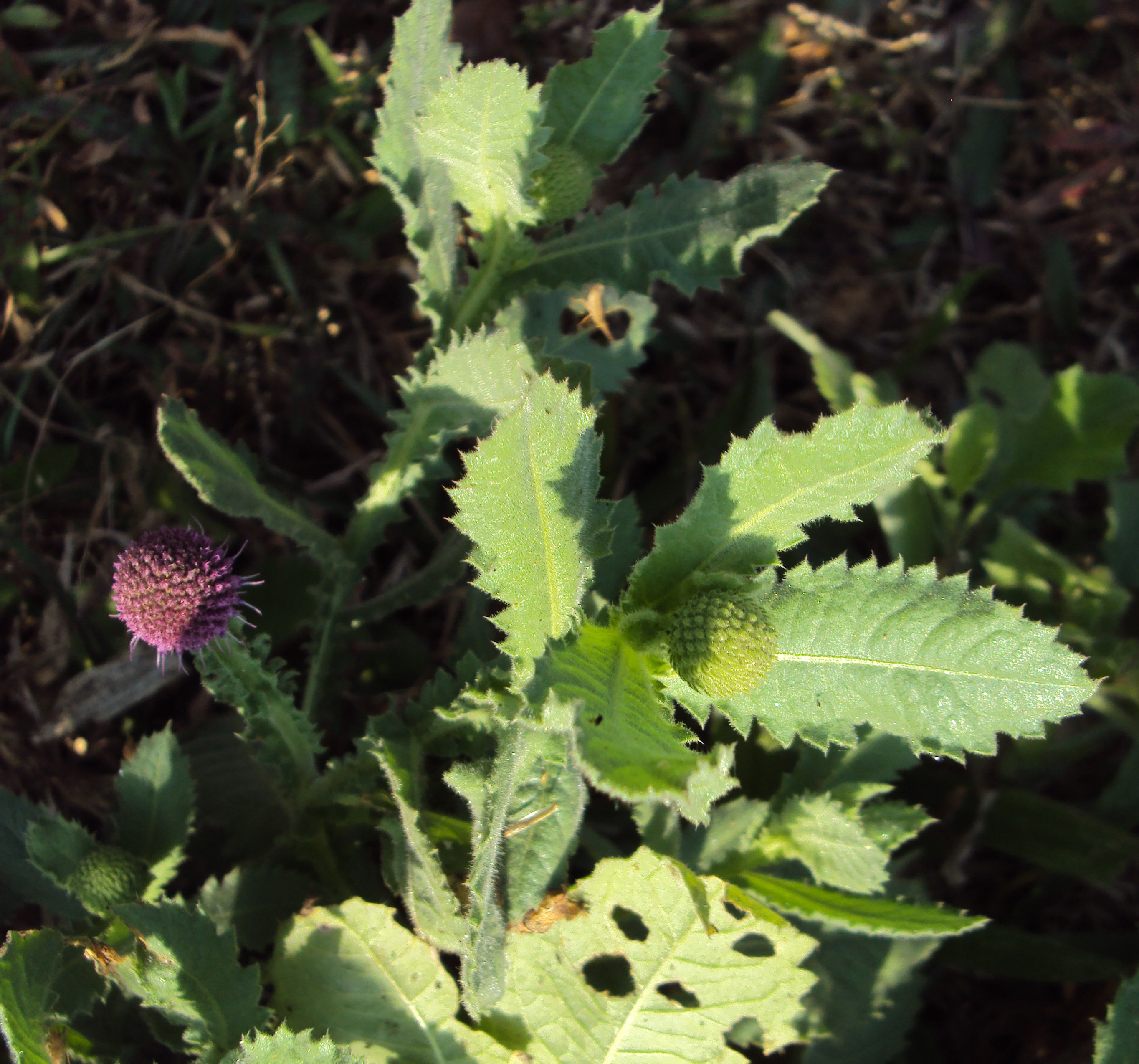
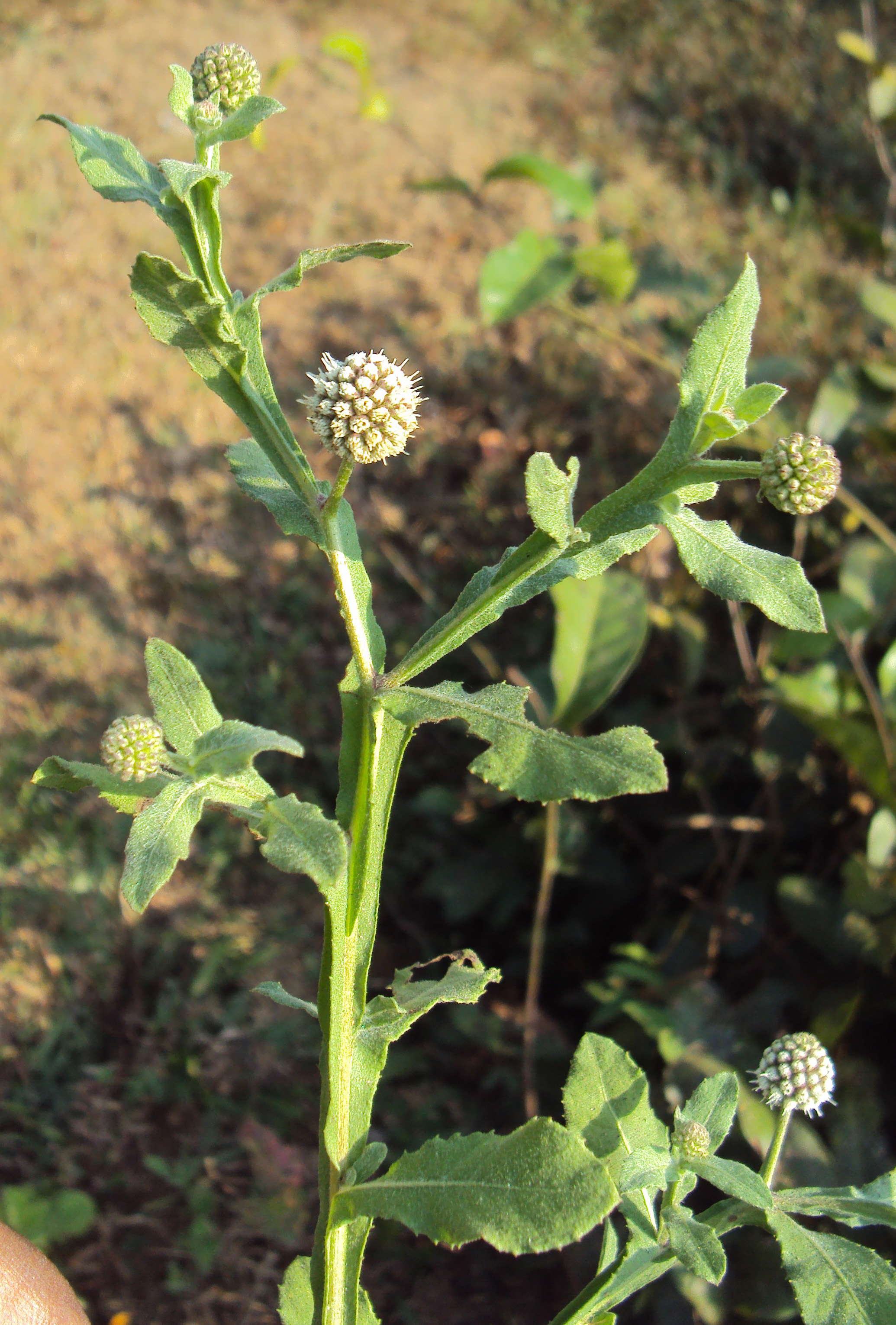

## Dottertaxa tillSphaeranthus, i alfabetisk ordning[1]
- Sphaeranthus africanus
- Sphaeranthus amaranthoides
- Sphaeranthus angolensis
- Sphaeranthus angustifolius
- Sphaeranthus bullatus
- Sphaeranthus chandleri
- Sphaeranthus confertifolius
- Sphaeranthus cristatus
- Sphaeranthus epigaeus
- Sphaeranthus fischeri
- Sphaeranthus flexuosus
- Sphaeranthus foliosus
- Sphaeranthus greenwayi
- Sphaeranthus indicus
- Sphaeranthus kirkii
- Sphaeranthus mimetes
- Sphaeranthus mozambiquensis
- Sphaeranthus neglectus
- Sphaeranthus oppositifolius
- Sphaeranthus peduncularis
- Sphaeranthus ramosus
- Sphaeranthus randii
- Sphaeranthus salinarum
- Sphaeranthus samburuensis
- Sphaeranthus senegalensis
- Sphaeranthus similis
- Sphaeranthus spathulatus
- Sphaeranthus steetzii
- Sphaeranthus strobiliferus
- Sphaeranthus stuhlmannii
- Sphaeranthus suaveolens
- Sphaeranthus ukambensis
- Sphaeranthus wattii
- Sphaeranthus zavattarii